# Distrito de Zunheboto
Zunheboto es un distrito de la India en el estado de Nagaland. Código ISO: IN.NL.ZU. Comprende una superficie de 1 225 km². Su centro administrativo es la ciudad de Zunheboto.

## Demografía
Según censo 2011 contaba con una población total de 141 014 habitantes, de los cuales 69 845 eran mujeres y 71 169 varones.